# Раш, Стоктон
Ричард Стоктон Раш III (англ. Richard Stockton Rush III; 31 марта 1962, Сан-Франциско, Калифорния — 18 июня 2023, Северная Атлантика, вблизи затонувшего «Титаника») — американский инженер и предприниматель, основатель и гендиректор компании OceanGate.
23 июня 2023 года был признан погибшим при крушении батискафа «Титан».

## Биография
Родился 31 марта 1962 года в Сан-Франциско в состоятельной семье. Потомок по отцовской линии Бенджамина Раша и Ричарда Стоктона, чьи подписи стоят под декларацией независимости США. В детстве Стоктон мечтал стать первым человеком на Марсе, но, повзрослев, решил, что это не принесёт прибыли, а он в первую очередь бизнесмен.
В 1981 году, в возрасте 19 лет, он получил лицензию коммерческого пилота. Примерно в то же время он окончил Академию Филлипса Эксетера. Позже ему сказали, что из-за недостаточной остроты зрения он не сможет стать военным пилотом, и он переехал из Сан-Франциско в Сиэтл, чтобы работать в компании McDonnell Douglas инженером по лётным испытаниям самолётов F-15 Eagle.
В 1984 году окончил Принстонский университет, получив специальность инженера аэрокосмической промышленности, затем в 1989 году окончил Школу бизнеса им. Уолтера Хааса Калифорнийского университета в Беркли.
В 1989 году Раш построил экспериментальный самолёт Glasair III, на котором сам летал.
В 2009 году основал компанию OceanGate, которая работает в сфере подводного туризма, организации научных глубоководных экспедиций, а также предоставляет решения для подводных погружений с экипажем для промышленности, исследований и разведки.
В 2012 году бизнесмен основал некоммерческую организацию OceanGate Foundation, призванную содействовать открытиям в области океанологии, истории и археологии.

### Гибель
18 июня 2023 года погиб при крушении батискафа «Титан», на борту которого находились ещё 4 человека осуществлявшие очередное глубоководное погружение к месту крушения лайнера «Титаник».

— Вы полагаете, что ваш аппарат практически неуязвим?

— Судя по нашим проверкам, он практически неуязвим, — невозмутимо утверждал основатель компании OceanGate Стоктон Раш.

— «Практически». Так говорили и о «Титанике»…

На это Раш только ухмылялся.

## Семья
В 1986 году он женился на Венди Вейл (Раш), которая является прямым потомком Исидора и Иды Штраус — двух богатых пассажиров первого класса, погибших на лайнере «Титаник», затонувшем в 1912 году. Венди Раш работала директором по коммуникациям OceanGate и за последние три года она трижды посещала обломки «Титаника».
У Стоктона и Венди Раш двое детей.